# Нејт Волтерс
Нејт Волтерс (енгл. Nate Wolters; Сент Клауд, Минесота, 15. мај 1991) бивши је амерички кошаркаш. Играо је на позицији плејмејкера.

## Каријера

### Колеџ
Волтерс је апсолутни рекордер универзитета Јужна Дакота и први играч у историји овог колеџа који је премашио број од 2.000 постигнутих поена (2.353). Рекорде универзитета држи и по броју асистенција (663), односно постигнутих слободних бацања (644).
Сезона 2012/13. била је преломна у његовој каријери. Тада је за 38 минута на паркету просечно бележио 22,3 поена, 5,6 скокова. Рекордни учинак у тој сезони имао је против Универзитета Индијана, када је убацио 53 поена, од чега је било девет тројки.
У тој доминантној сезони ушао је у круг кандидата за две престижне награде у колеџ кошарци, које се додељују најбољим плејмејкерима (енгл. Bob Cousy Award), односно за достигнућа у комплетној сезони (енгл. Wooden Award). Са тим статистичким параметрима на лето 2013. године је изашао на драфт, где су га као 38. пика изабрали Вашингтон визардси. Ипак, већ у наредна 24 сата два пута је био трејдован, прво у Филаделфију, а потом и Милвоки, с којим је потписао званични уговор.

### Сениорска
Повреде неколико важних играча у Баксима омогућиле су му да већ у дебитантској сезони одигра 58 утакмица за Милвоки и то просечно 22,6 минута по мечу, уз учинак од 7,2 поена, 2,6 скокова и 3,2 асистенције. Међутим, у финишу сезоне га је задесио великих пех, прелом леве руке, па је пропустио последњих 13 утакмица. И поред тога, у првој сезони је одиграо највише НБА минута од свих играча изабраних у "другој рунди" драфта те године. Долазак Џејсона Кида на клупу Бакса, утицао је на то да у наредној сезони испадне из тима. Након што је отпуштен из Милвокија потписао је за Њу Орлеанс са којим се задржао до краја сезоне и наступио на 10 утакмица.
У лето 2015. године Волтерс се нашао на летњем кампу Клиперса, али је због прелома средњег прста, такође леве руке, завршио свој мандат већ после три утакмице, па је то практично означило и крај његове НБА каријере до тог тренутка. Након тога проводи један период у НБА развојној лиги где је играо за Гранд рапидс драјв.
У јулу 2015. потписао је за турски Бешикташ. Са њима се задржао до марта наредне године, и за то време одиграо је у првенству Турске 21 утакмицу уз просечан учинак од 11,6 поена, 4,6 скокова и 5,4 асистенције по мечу. У септембру 2016. је потписао негарантован уговор са Денвером, али није успео да се избори за место у тиму па је отпуштен 22. октобра 2016. године. Два дана касније потписао је уговор са Црвеном звездом. Био је део састава црвено-белих који је у сезони 2016/17. комплетирао триплу круну освајањем оба национална такмичења и регионалне Јадранске лиге.
Дана 13. септембра 2017. године Волтерс је потписао двосмерни уговор са Јута џезом. Овај уговор му је омогућавао да игра и за Јута џез и за њихову филијалу Солт Лејк Сити старсе. Међутим, већ 22. децембра 2017. Волтерс је отпуштен. У дресу Јуте одиграо је 5 мечева и постигао 2 поена.
Дана 17. јануара 2018. потписао је за Елан Шалон.
Дана 8. јула 2018. потписао је двогодишњи (1+1) уговор са Жалгирисом.
Дана 23. јуна 2019. је потписао двогодишњи уговор са Макабијем из Тел Авива. У израелском клубу је био до 31. маја 2020, када је објављено да је уговор раскинут. Волтерс је у сезони 2019/20. забележио 15 наступа у Евролиги и просечно је бележио 7,5 поена, 2,7 асистенција и 1,8 скокова по такмичењу. Давао је и 7,7 поена по утакмици у израелском шампионату.
Дана 25. јула 2020. је потписао једногодишњи уговор са УНИКС-ом из Казања.

## Успеси

### Клупски
- Црвена звезда:
  - Првенство Србије (1): 2016/17.
  - Јадранска лига (2): 2016/17, 2021/22.
  - Куп Радивоја Кораћа (2): 2017, 2022.
- Жалгирис:
  - Првенство Литваније (1): 2018/19.

### Појединачни
- Најкориснији играч финала Купа Радивоја Кораћа (1): 2022.

## Статистика
Напомена: Евролига није једино такмичење у којем је играч учествовао, играо је и у домаћим такмичењима

### НБА

#### Регуларна сезона
| Сезона   | Екипа      | ОУ | СУ | МПУ  | ПШ%  | 3П%  | СБ%  | СПУ | АПУ | УПУ | БПУ | ППУ |
| -------- | ---------- | -- | -- | ---- | ---- | ---- | ---- | --- | --- | --- | --- | --- |
| 2013-14  | Милвоки    | 58 | 31 | 22.6 | .437 | .290 | .656 | 2.6 | 3.2 | .6  | .3  | 7.2 |
| 2014-15  | Милвоки    | 11 | 0  | 12.9 | .387 | .000 | .250 | 1.5 | .9  | .5  | .0  | 2.3 |
| 2014-15  | Њу Орлеанс | 10 | 0  | 10.6 | .286 | .000 | .500 | 1.8 | 1.1 | .3  | .2  | 1.7 |
| Каријера | Каријера   | 79 | 31 | 19.7 | .426 | .261 | .635 | 2.3 | 2.6 | .5  | .2  | 5.8 |